# سارة لانس
سارة لانس (بالإنجليزية: Sara Lance)‏، المعروفة أيضًا بشخصيتها البديلة الطائر الصافر، هي شخصية خيالية في عالم دي سي التلفزيوني آروفيرس، والتي تم تقديمها لأول مرة في الحلقة التجريبية لعام 2012 من المسلسل التلفزيوني السهم، ثم لعبت دور البطولة لاحقًا في أساطير الغد. الشخصية هي شخصية أصلية للمسلسل التلفزيوني، تم إنشاؤها بواسطة جريج بيرلانتي ومارك غاغنهايم. تم تصوير سارة لانس في الأصل من قبل جاكلين ماكينيس وود في الحلقة التجريبية، ومنذ ذلك الحين تم تصويرها باستمرار من قبل كايتي لوتز.